# Plectrocnemia excavata
Plectrocnemia excavata is een fossiele soort schietmot uit de familie Polycentropodidae.